# Procydrela
Procydrela is een geslacht van spinnen uit de familie mierenjagers (Zodariidae).

## Soorten
Het geslacht kent de volgende soorten:
- Procydrela limacola Jocqué, 1999
- Procydrela procursor Jocqué, 1999